# Antonio Magnoni
Antonio Magnoni (Nonantola, Itália, 13 de junho de 1919 — Roma, Itália, 18 de março de 2007) foi um prelado italiano da Igreja Católica que passou quarenta anos no serviço diplomático da Santa Sé, interrompido por um posto de dez anos na Cúria Romana. Tornou-se arcebispo em 1980 e serviu como Núncio Apostólico até 1995.

## Biografia
Antonio Magnoni nasceu em 13 de junho de 1919 em Nonantola, Itália, o mais novo de onze filhos. Estudou no Seminário de Modena e foi ordenado sacerdote em 11 de abril de 1943.
Para se preparar para a carreira diplomática, ingressou na Pontifícia Academia Eclesiástica em 1952. Ele ingressou no serviço diplomático da Santa Sé e foi designado primeiramente para a nunciatura apostólica na Costa Rica em 1º de março de 1954, e depois na Bélgica e no Chile. Em 1964, juntou-se à equipe da Secretaria de Estado da Santa Sé em Roma. Em 8 de abril de 1970, tornou-se subsecretário do Dicastério para o Culto Divino e a Disciplina dos Sacramentos.
'Em 24 de abril de 1980, o Papa João Paulo II o nomeou arcebispo titular de Boseta, pró-núncio apostólico na Nova Zelândia e em Fiji e delegado apostólico na região do Oceano Pacífico. Ele recebeu sua consagração episcopal em 1 de junho de 1980 do Cardeal James Robert Knox.
Em 22 de julho de 1989, o Papa João Paulo II o nomeou Pró-Núncio Apostólico no Egito. Ele se aposentou desse cargo após a nomeação de seu sucessor, Paolo Giglio, em 25 de março de 1995, aos 75 anos.
Antonio Magnoni morreu de câncer de pulmão em Roma em 18 de março de 2007.